# Peter Ascanius
Peter Ascanius (født 24. maj 1723 på Nordmøre, død 4. juni 1803 i København) var en norsk-dansk naturforsker.
Ascanius, der var elev af Linné, var fra 1759 professor i zoologi og mineralogi ved det økonomisk-naturhistoriske amfitheater på Charlottenborg. Hans navn er knyttet til det naturhistoriske billedværk Icones rerum naturalium, af hvilket han 1767-77 udgav 4 hæfter; et 5., afsluttende, udkom først 1805, besørget af Jens Rathke. 1776-88 var Ascanius assessor i overbergamtet på Kongsberg og berghauptmand i det nordenfjeldske Norge, hvorefter han levede resten af sit liv i København.